# Cratere Katherine
Katherine è un cratere d'impatto presente sulla superficie di Titania, il maggiore dei satelliti di Urano, a 51,2° di latitudine sud e 331,9° di longitudine est. Il suo diametro è di circa 75 km.
Il cratere è stato battezzato dall'Unione Astronomica Internazionale con riferimento ad un personaggio del dramma storico shakespeariano Enrico VIII, la regina Caterina, prima moglie di Enrico.